# Copa Mundial de Clubes de la FIFA
La Copa Mundial de Clubes de la FIFA (en inglés: FIFA Club World Cup), conocida simplemente como Mundial de Clubes o coloquialmente como Mundialito de Clubes durante su primer formato (2000-2023), es la competición internacional de clubes organizada por la Federación Internacional de Fútbol Asociación (FIFA), que desde 2025 define cuatrienalmente al club campeón mundial.
Creada con la vocación de dotar a la competición de una proyección mundial que alcance a todas las confederaciones, era disputada anualmente por los clubes campeones continentales de las seis confederaciones –Asia, África, América del Norte/Central, América del Sur, Europa y Oceanía–, además del campeón liguero del país organizador. En la actualidad, se disputa cada cuatro años y entre 32 equipos que son los campeones y los mejores rankeados de sus confederaciones.
La Copa Mundial de Clubes se disputó por primera vez en la edición de 2000, pero se disputa anualmente desde 2005, fecha en la que sustituye a su predecesora, la Copa Intercontinental (1960–2004), competición que disputaban anualmente el campeón continental de Europa ante el de Sudamérica. La mayoría de las finales del Mundial de Clubes se han disputado entre clubes europeos y sudamericanos, a excepción de las ediciones de 2000, 2010, 2013, 2016, 2018, 2020, 2022 y 2025.
El Chelsea Football Club es el vigente campeón y el Real Madrid C. F. es el club con más títulos de la competición (5), liderando a su vez el histórico de títulos oficiales que otorgan la consideración de campeón del mundo de clubes (8), además de ser el primer equipo en ganar tres ediciones de manera consecutiva. Toni Kroos es el jugador con más títulos en este torneo con 6 y Cristiano Ronaldo el máximo goleador de la competición con 7 goles.

## Historia

### Antecedentes y primeras ediciones

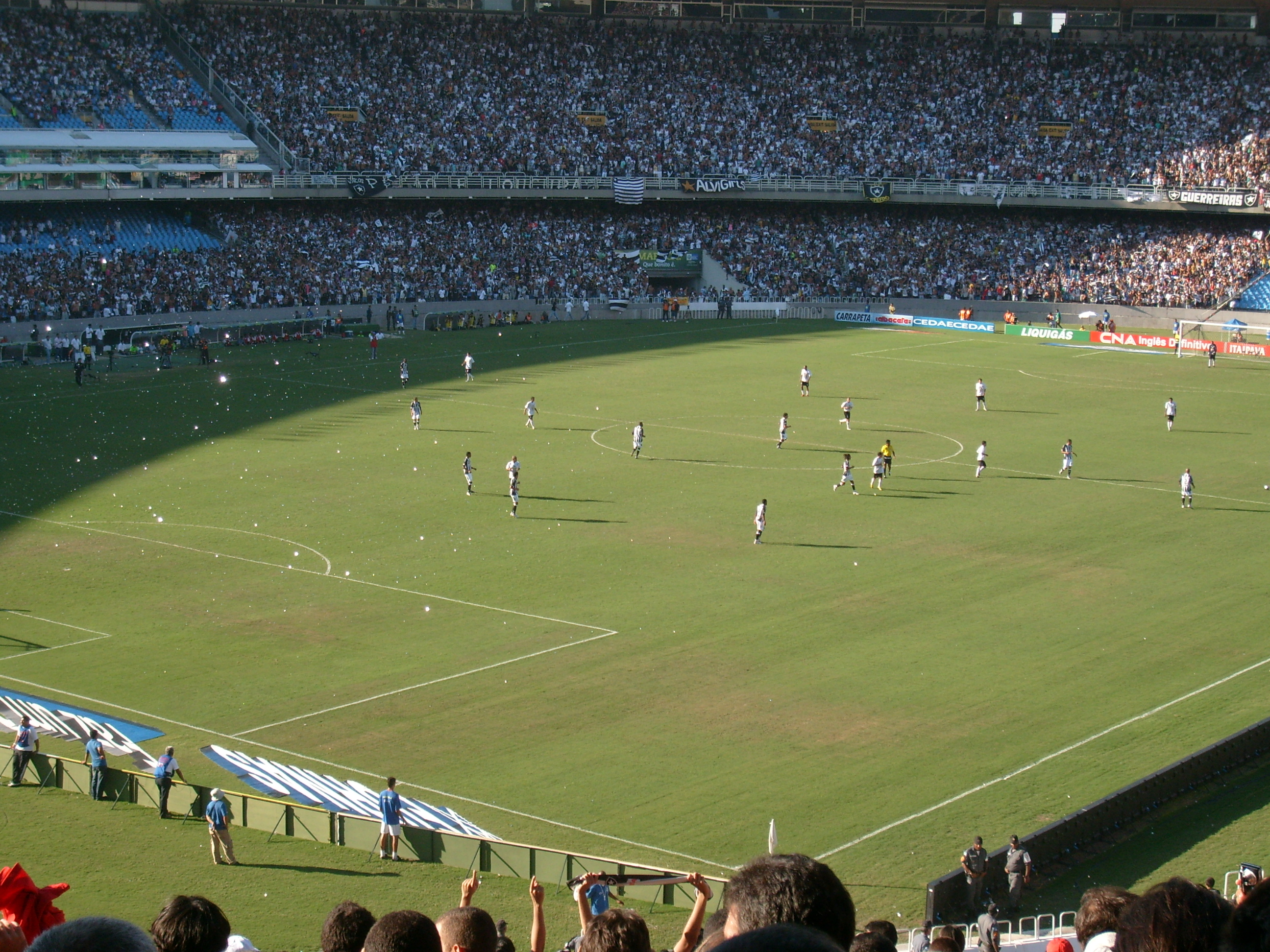
El Estádio Maracanã, sede de la primera final del torneo en el año 2000.

Esta competición tiene un precedente en la Pequeña Copa del Mundo de Clubes, un torneo amistoso de fútbol de clubes que se jugaba en el Estadio Olímpico de Caracas (Venezuela), entre 1952 y 1975, con la participación de algunos de los clubes sudamericanos y europeos más sobresalientes del momento. Antes, en 1951, tuvo lugar la Copa Internacional de Río (1951 y 1952), con clasificación técnica de equipos y supervisada por FIFA, siendo el primer precedente de las competiciones intercontinentales entre clubes de fútbol. Debido a la importancia que adquirieron las competiciones continentales que designaban a los mejores clubes de su respectiva afiliación, la UEFA y la Conmebol —las dos confederaciones más fuertes del panorama futbolístico— decidieron impulsar una competición bajo reconocimiento de la FIFA que enfrentase a sus campeones y decidir así «el mejor club del mundo».
Bajo el nombre de Copa Intercontinental (oficialmente, Copa Europea-Sudamericana), se empezó a disputar en 1960 entre los vigentes campeones de la Copa de Europa y de la Copa Libertadores. Confrontaba los equipos representativos de las dos confederaciones con mayor desarrollo deportivo tanto a nivel de clubes como de selecciones y las únicas competiciones confederativas existentes en todo el mundo, en el momento de su constitución. Dirimida a doble partido en cada una de las canchas de los participantes hasta 1979, no fue hasta 1980 cuando pasó a disputarse en las ciudades japonesas de Tokio (hasta 2001) y Yokohama (hasta 2004). Cinco clubes consiguieron durante su vigencia proclamarse campeones en tres ocasiones como los más laureados. Su club vencedor era reconocido (de facto) con el título honorífico de campeón del mundo y reconocidos de pleno derecho (de iure) por la FIFA en 2017. El dictamen equipara el título de la Copa Intercontinental al título (no a la competición) del vigente Mundial de Clubes de la FIFA, incluyéndolo en la lista oficial de títulos mundiales emitido da la federación mundial. La entidad máxima diferenció los varios torneos cesionarios del título mundial (no iguales en términos de nombre, historia, reglamento, organización y trofeo material) en Copa Mundial de Clubes de la FIFA (2000-actual), Copa Intercontinental (1960-1979) y Toyota Cup (1980-2004). Exactamente como había pedido a Conmebol y como sucedió, por ejemplo, también para el palmarés del Campeonato Brasileño, tuvo lugar la unificación de los títulos de campeones (considerados todos oficiales) diferenciando las competiciones (Torneo Roberto Gomes Pedrosa, Taça Brasil, Serie A), también aquí organizadas por diferentes federaciones (FPF con FFD en el 1967, CBD desde 1959 a 1978, CBF desde 1979) en la lista de ganadores emitida por la federación principal, la CBF.
Fue en 1999 cuando el máximo organismo del fútbol, la Federación Internacional de Fútbol Asociación (FIFA), decidió crear una competición para reemplazar definitivamente a la Copa Intercontinental de manera que hubiera un torneo que englobase a los mejores representantes de todas las confederaciones para disputar el título de mejor club del mundo.
Esta se disputó por primera vez bajo el nombre de «Campeonato Mundial de Clubes de la FIFA» en el año 2000, con los vencedores de las respectivas confederaciones continentales de Asia, África, América del Norte, Central y el Caribe, América del Sur, Oceanía y Europa, junto con el campeón nacional del país anfitrión y un equipo invitado. El torneo se disputó en las ciudades brasileñas de Río de Janeiro y São Paulo y resultó ganador el Sport Club Corinthians Paulista. El torneo sorprendió por la ausencia de equipos europeos en la final y por la intensidad de su partido final.
La competición dejó de disputarse entre 2001 y 2004 debido a una combinación de factores. El más importante fue el colapso del socio de marketing de la FIFA, International Sport and Leisure, y la falta de acuerdo con Toyota, principal promotor de la aún vigente Copa Intercontinental, por lo que la segunda edición, programada para celebrarse en España en 2001 con doce o dieciséis equipos, finalmente no se celebró. Se reprogramó entonces para el año 2003, pero tampoco se realizó.
A raíz de un cambio en el formato al absorber la Copa Intercontinental, se relanzó en 2005 en Japón, del 11 al 18 de diciembre, reemplazando definitivamente a la Copa Intercontinental. El campeón fue el São Paulo Futebol Clube al derrotar en la final disputada en el Estadio Internacional de Yokohama al Liverpool Football Club por 1-0.

### Establecimiento del formato clásico 2006-2023

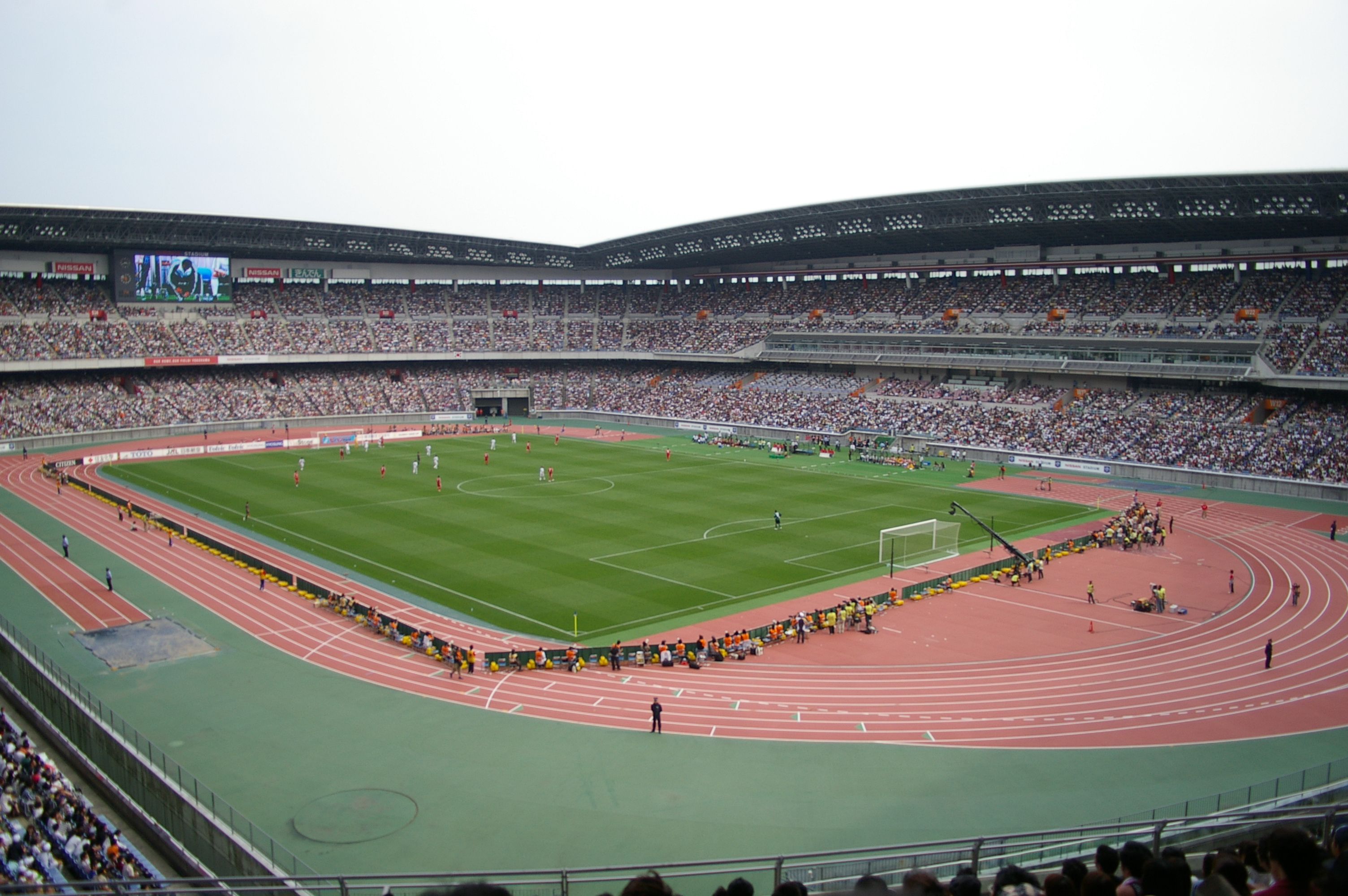
El estadio de Yokohama, sede de las finales en Japón (2005-08, 2011-12, 2015-16).

Entre el 10 y el 17 de diciembre de 2006 se disputó por segundo año consecutivo en Japón. Como principal novedad tuvo un cambio en su denominación por la vigente de Copa Mundial de Clubes de la FIFA. Se proclamó campeón del mundo el Sport Club Internacional al vencer por 1-0 al F. C. Barcelona. Para esta edición, la FIFA repartió 15 millones de dólares en premios para los equipos. La edición de 2007 se disputó del 7 al 16 de diciembre y, por primera vez desde que se disputa esta competición en el formato actual, la ganó un equipo europeo, el A. C. Milan, que derrotó al Club Atlético Boca Juniors por 4-2. En esta edición se sometió a prueba un balón inteligente con un chip que informaba al árbitro si el balón traspasaba por completo la línea de meta y por tanto terminaba en gol o no.
En 2008, última vez que el país nipón organizó el evento, en adelante la sede sería bianualmente reemplazada, comenzando por los Emiratos Árabes Unidos. La final del 21 de diciembre coronó como vencedor al Manchester United Football Club quien se impuso por 1-0 a la Liga Deportiva Universitaria de Quito. En 2009 y 2010, la competición se trasladó pues a Abu Dabi, capital de la península arábiga, siendo la primera vez que el evento fue organizado fuera de Japón desde 2005. El equipo campeón fue el Fútbol Club Barcelona tras derrotar en tiempo suplementario al Club Estudiantes de La Plata por 2-1, siendo sucedido en el palmarés por el Football Club Internazionale quien derrotó en la final al Tout Puissant Mazembe de la República Democrática del Congo por 3-0, equipo que se convirtió en el primer finalista no perteneciente a la Conmebol o a la UEFA.
Las ediciones de 2011 y 2012 recayeron nuevamente en Japón, donde en la final del 2011 el Fútbol Club Barcelona levantó su segundo título al golear al Santos Futebol Clube por 4-0, mientras que al año siguiente el Sport Club Corinthians Paulista levantó el segundo título al derrotar en la final al Chelsea Football Club por 1-0 antes de que de nuevo cambiase la sede a Marruecos.
El evento de la edición de 2013 el Bayern Múnich derrotó en la final por 2-0 al local Raja Casablanca, que se convirtió en el segundo equipo finalista no perteneciente a la Conmebol o a la UEFA, y segundo de la Confederación Africana de Fútbol (CAF). En la edición de 2014 todos los equipos fueron debutantes —San Lorenzo de Almagro, Mogreb Atlético Tetuán, Cruz Azul Fútbol Club, Entente Sportive de Sétif y Western Sydney Wanderers, con excepción del Real Madrid Club de Fútbol y el Auckland City Football Club— por lo que el palmarés del torneo tuvo un inédito campeón. Este fue el Real Madrid C. F. al imponerse al club argentino en la final por 2-0, conquistando así su primer título en la competición, y cuarto como campeón mundial tras sus tres Copas Intercontinentales igualando a la Associazione Calcio Milan como clubes más laureados sumando ambos torneos.
En la edición de 2015 el torneo vuelve a Japón y fue conquistado por el Fútbol Club Barcelona tras derrotar al Club Atlético River Plate en la final por 3-0, logrando su tercer título en este certamen, mientras que la edición de 2016 fue ganada por el Real Madrid Club de Fútbol, que logró su segundo título mundial al derrotar en tiempo suplementario al local Kashima Antlers por 4-2, siendo este último el primer equipo asiático en jugar la final. El club madrileño se convirtió en ese entonces en el club con más campeonatos mundiales con cinco, sumando sus tres Copas Intercontinentales, competición predecesora de la actual.
El 27 de octubre de 2017 la FIFA reconoció oficialmente a la predecesora Copa Intercontinental como definitoria del título de campeón del mundo.
Las ediciones de 2017 y 2018 se volvieron a disputar en Emiratos Árabes Unidos y ambas fueron ganadas nuevamente por el Real Madrid Club de Fútbol, que primero derrotó en la final al Grêmio Foot-Ball Porto Alegrense por 1-0 obteniendo su tercer título e igualando al Fútbol Club Barcelona como los más ganadores de este certamen. Al año siguiente logró su cuarto título al vencer en la final al local Al-Ain Football Club por 4-1, consagrándose como el club con más títulos en este torneo, así como también el club con más copas del mundo ganadas.

#### El «supermundial» a expensas de una pandemia
A fines de 2016, el presidente de la FIFA, Gianni Infantino, sugirió una expansión inicial de la Copa Mundial de Clubes a 32 equipos a partir de 2019 y la reprogramación de junio para que sea más equilibrada y más atractiva para las emisoras y los patrocinadores. A finales de 2017, la FIFA discutió las propuestas para expandir la competencia a 24 equipos y hacer que se juegue cada cuatro años para 2021, en reemplazo de la Copa FIFA Confederaciones. El nuevo torneo, programado para comenzar en 2021, se llevaría a cabo cada cuatro años en lugar de anualmente, contaría con 24 equipos y 31 partidos. Incluiría a todos los ganadores de la Liga de Campeones de la UEFA, subcampeones y Europa League desde las cuatro temporadas hasta el año del evento, incluido este. Aparte de los ocho equipos europeos, habrá seis de Sudamérica, uno de Oceanía y tres de Asia, Norteamérica y África. Se dividirían en ocho grupos de tres contendientes con los ganadores del grupo avanzando a la fase eliminatoria. Gianni Infantino ha dicho que los inversores pueden prometer $ 25 mil millones en ingresos de 2021 a 2033.
Mientras, la edición de 2019 se jugó en Catar y fue ganada por el Liverpool Football Club de Inglaterra que venció por 1 a 0 al Clube de Regatas do Flamengo de Brasil en la prórroga, logrando así su primer título mundial, siendo además el segundo equipo inglés, después del Manchester United Football Club, en ganar la competición. Lo que fue un nuevo éxito europeo, undécimo en las últimas doce ediciones, y la octava presencia de un equipo sudamericano en dichas finales, reafirmó el sentir de la disparidad de los clubes de dichas confederaciones con el resto. Esto motivó que se siguiese trabajando en la idea de la reestructuración para 2021 y para velar por los intereses de todos los clubes se creó a efecto la Asociación Mundial de Clubes (en inglés: World Football Club Association - WFCA). Similar a la Asociación de Clubes Europeos (ECA) en pos de mejorar las vigentes competiciones en favor de un mayor número de clubes, la FIFA la amparó como un organismo de cooperación directa con los clubes y sus intereses, desmarcándose de la ECA.
Pese a los avances en la reestructuración, un brote del COVID-19, una pandemia global vírica que llegó a Europa desde Asia, obligó a paralizar las competiciones. A medida que diferentes países del continente fueron registrando casos de contagio y fallecimientos, los organismos deportivos comenzaron a tomar medidas preventivas y algunos de esos partidos fueron disputados a puerta cerrada (sin público), y otros fueron cancelados, para frenar su avance. Pese a ello no cesó la preocupación ni los contagios, y se dieron casos en futbolistas y directivos de diversos clubes por lo que la UEFA, como máximo organismo continental, confirmó el 12 de marzo que tanto la Liga de Campeones como la Liga Europa eran suspendidas a la espera de nuevos acontecimientos, como ya hicieran el resto de competiciones de ámbito nacional. Tras dicha una reunión entre sus 55 asociados, se pospuso la Eurocopa de 2020 al año siguiente en previsión de liberar el calendario y que las competiciones paralizadas pudieran finalizarse llegado el caso. Esto entró en conflicto de calendario con el Mundial de Clubes, programado en principio para el verano de 2021, por lo que la FIFA, en constante comunicación con la UEFA, al igual que el resto de confederaciones cuyos países comenzaron también a registrar casos de contagio, evaluó cambiar las fechas establecidas. Así, aún con la pandemia vigente, se desconoce si será 2021 o incluso más tarde cuando se dispute dicha edición, ya que entre otros motivos se da el caso de que Wuhan, foco inicial de la pandemia, estaba programada como una de las sedes. Debido a la pandemia, el torneo fue pospuesto y en su lugar se disputó una nueva edición del vigente formato.

### Expansión y reorganización del formato 2024-Actualidad
En posterioridad a la pandemia del virus Covid-19, FIFA decide hacer oficial la nueva modalidad para declarar al club que quiera convertirse en -Campeón del mundo- confirmando que la competencia pasaría a disputarse de forma cuatrienal y no anual, y expandiendo los participantes de 8 a 32, el formato antiguo sería reemplazado por la Copa Intercontinental de la FIFA y ocuparía su lugar al disputarse todos los años, mientras que el nuevo campeonato mundial tomaría el lugar equivalente a la Copa Mundial de la FIFA y también se realizara cada cuatro años.

## Participantes
Los equipos que disputan el torneo son los ganadores de los torneos más importantes de cada confederación, que totalizan seis, más el campeón del país anfitrión, haciendo un total de siete equipos. Los representantes de América del Sur y Europa avanzan directamente a las semifinales del torneo. Cabe destacar que el representante de cada confederación debe estar afiliado a dicha confederación, debido a que, por ejemplo, en la Copa Libertadores (Conmebol) participaban equipos mexicanos afiliados a la Concacaf. En 2007 la FIFA determinó que el campeón de Oceanía debería enfrentarse previamente con el campeón del país anfitrión, el ganador de dicho partido accedería a los cuartos de final. En caso de que el campeón del torneo de la confederación de donde es el país organizador sea un equipo de ese mismo país, el cupo le será otorgado al subcampeón continental, a fin de evitar que participen dos equipos de un mismo país.

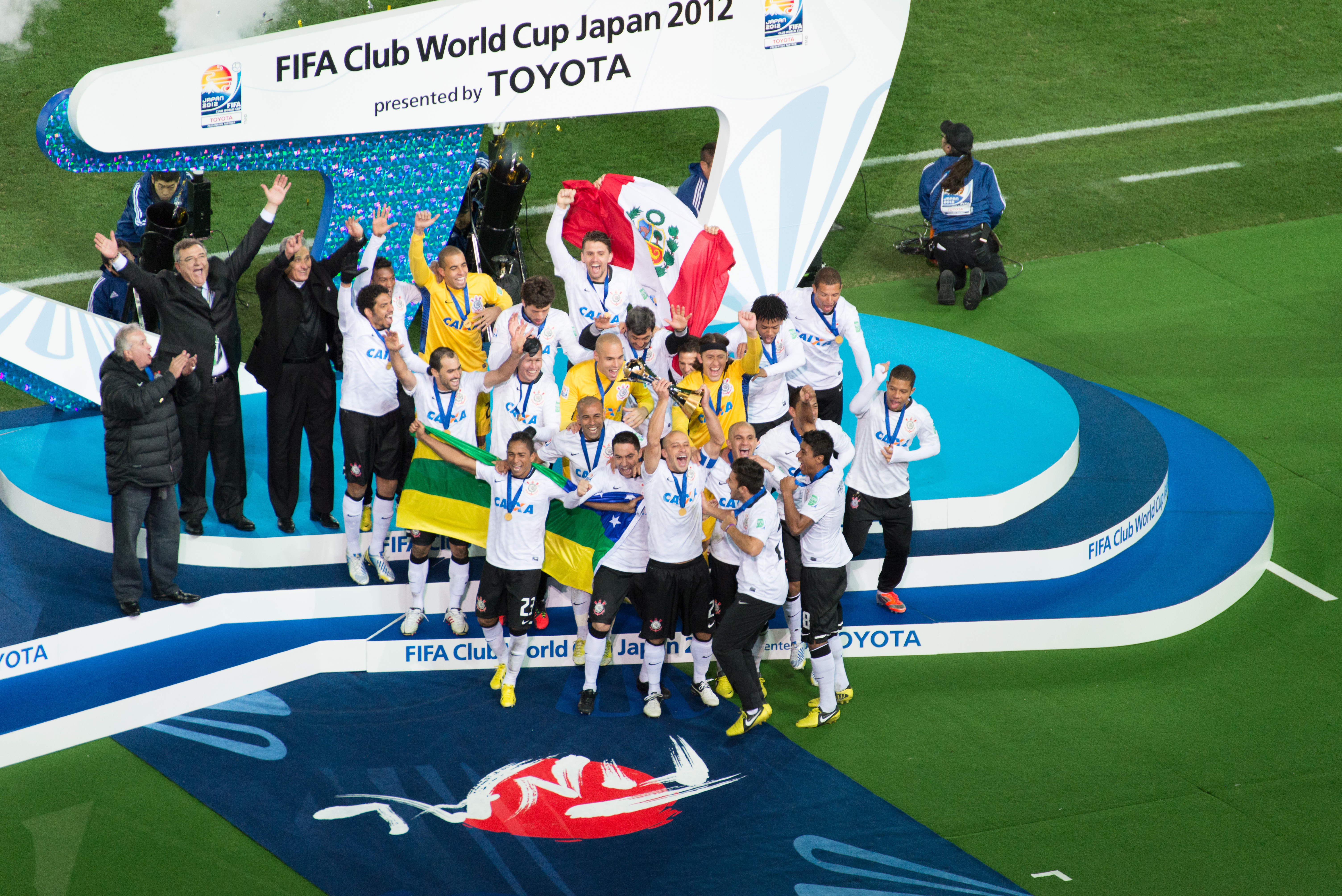
El Sport Club Corinthians Paulista alzando su segundo título mundial en la edición de 2012.

| Confederación                                      | Campeonato                       |
| -------------------------------------------------- | -------------------------------- |
| AFC (Asia)                                         | Liga de Campeones de la AFC      |
| CAF (África)                                       | Liga de Campeones de la CAF      |
| Concacaf (Norteamérica, Centroamérica y el Caribe) | Liga de Campeones de la Concacaf |
| Conmebol (América del Sur)                         | Copa Libertadores de América     |
| OFC (Oceanía)                                      | Liga de Campeones de la OFC      |
| UEFA (Europa)                                      | Liga de Campeones de la UEFA     |
| FIFA (representante del país organizador)          |                                  |

### Formato
En su primera edición, en el año 2000, los equipos participantes fueron los campeones de las mayores competiciones de cada continente, más el campeón brasileño, por ser el país organizador del evento, y un equipo invitado que fue el Real Madrid, por ser el campeón de la Copa Intercontinental de 1998. Los equipos fueron divididos en dos grupos de cuatro. Los ganadores de cada grupo se enfrentaron en la final y los dos segundos por el tercer lugar.
Los equipos participantes son los campeones de las mayores competencias continentales, haciendo un total de 6 equipos. Los conjuntos europeos y sudamericanos acceden directamente a las semifinales. Los equipos restantes (norteamericano, asiático, africano y oceánico), son divididos en dos parejas, que se enfrentan en un único partido. Los ganadores juegan las semifinales contra los equipos europeos y sudamericanos. Los ganadores juegan la final y los perdedores definen el tercer lugar.
Desde la edición de 2007, se le agregó a la competencia el campeón de la liga del país organizador. Teniendo este que disputar un partido eliminatorio contra el campeón de Oceanía, el ganador del partido disputa los cuartos de final junto a los representantes de América Central y del Norte, África y Asia. Los campeones de América del Sur y Europa ingresan, igual que en formato anterior, directamente a semifinales y no se cruzan. Los otros dos semifinalistas surgen de los ganadores de los cuartos de final. Los ganadores de las semifinales disputan la final y los perdedores el partido por el tercer lugar.

### Sistema de competición
Todas las instancias se juegan a un único partido y, en caso de que termine empatado, se disputa un tiempo suplementario. De persistir la paridad, se ejecutarán tiros desde el punto penal. Sin embargo, los encuentros por el quinto y tercer puesto no tienen la posibilidad de disputar el tiempo suplementario luego de haber terminado en empate, definiendo solo por la vía de los penales.

## Historial
Para un completo detalle del historial de campeones véase Clubes de fútbol campeones del mundo
| Edición                                 | Campeón                                 | Resultado                               | Subcampeón                              | Tercer puesto                           | Resultado                               | Cuarto puesto                           |
| Campeonato Mundial de Clubes de la FIFA | Campeonato Mundial de Clubes de la FIFA | Campeonato Mundial de Clubes de la FIFA | Campeonato Mundial de Clubes de la FIFA | Campeonato Mundial de Clubes de la FIFA | Campeonato Mundial de Clubes de la FIFA | Campeonato Mundial de Clubes de la FIFA |
| --------------------------------------- | --------------------------------------- | --------------------------------------- | --------------------------------------- | --------------------------------------- | --------------------------------------- | --------------------------------------- |
| 2000                                    | S. C. Corinthians                       | 0–0 (pró.) (4-3 p.)                     | C. R. Vasco da Gama                     | Club Necaxa                             | 1–1 (pró.) (4-3 p.)                     | Real Madrid C. F.                       |
| 2001                                    | Cancelada                               | Cancelada                               | Cancelada                               |                                         |                                         |                                         |
| Copa Mundial de Clubes de la FIFA       |                                         |                                         |                                         |                                         |                                         |                                         |
| 2005                                    | São Paulo F. C.                         | 1–0                                     | Liverpool F. C.                         | Deportivo Saprissa                      | 3–2                                     | Al-Ittihad Jeddah                       |
| 2006                                    | S. C. Internacional                     | 1–0                                     | F. C. Barcelona                         | Al Ahly S. C.                           | 2–1                                     | C. F. América                           |
| 2007                                    | A. C. Milan                             | 4–2                                     | C. A. Boca Juniors                      | Urawa Red Diamonds                      | 2–2 (4-2 p.)                            | Étoile S. S.                            |
| 2008                                    | Manchester United F. C.                 | 1–0                                     | L. D. U. de Quito                       | Gamba Osaka                             | 1–0                                     | C. F. Pachuca                           |
| 2009                                    | F. C. Barcelona                         | 2–1 (pró.)                              | C. Estudiantes de La Plata              | F. C. Pohang Steelers                   | 1–1 (4-3 p.)                            | C. F. Atlante                           |
| 2010                                    | F. C. Internazionale                    | 3–0                                     | T. P. Mazembe                           | S. C. Internacional                     | 4–2                                     | Seongnam F. C.                          |
| 2011                                    | F. C. Barcelona                         | 4–0                                     | Santos F. C.                            | Al-Sadd S. C.                           | 0–0 (5-3 p.)                            | Kashiwa Reysol                          |
| 2012                                    | S. C. Corinthians                       | 1–0                                     | Chelsea F. C.                           | C. F. Monterrey                         | 2–0                                     | Al Ahly S. C.                           |
| 2013                                    | F. C. Bayern                            | 2–0                                     | Raja Casablanca                         | Atlético Mineiro                        | 3–2                                     | Guangzhou Evergrande F. C.              |
| 2014                                    | Real Madrid C. F.                       | 2–0                                     | C. A. San Lorenzo                       | Auckland City F. C.                     | 1–1 (4-2 p.)                            | Cruz Azul F. C.                         |
| 2015                                    | F. C. Barcelona                         | 3–0                                     | C. A. River Plate                       | Sanfrecce Hiroshima                     | 2–1                                     | Guangzhou Evergrande F. C.              |
| 2016                                    | Real Madrid C. F.                       | 4–2 (pró.)                              | Kashima Antlers F. C.                   | Atlético Nacional                       | 2–2 (4-3 p.)                            | C. F. América                           |
| 2017                                    | Real Madrid C. F.                       | 1–0                                     | Grêmio F. P. A.                         | C. F. Pachuca                           | 4–1                                     | Al-Jazira S. C.                         |
| 2018                                    | Real Madrid C. F.                       | 4–1                                     | Al-Ain F. C.                            | C. A. River Plate                       | 4–0                                     | Kashima Antlers F. C.                   |
| 2019                                    | Liverpool F. C.                         | 1–0 (pró.)                              | C. R. Flamengo                          | C. F. Monterrey                         | 2–2 (4-3 p.)                            | Al-Hilal Saudí F. C.                    |
| 2020                                    | F. C. Bayern                            | 1–0                                     | C. F. Tigres de la UANL                 | Al-Ahly S. C.                           | 0–0 (3-2 p.)                            | S. E. Palmeiras                         |
| 2021                                    | Chelsea F. C.                           | 2–1 (pró.)                              | S. E. Palmeiras                         | Al-Ahly S. C.                           | 4–0                                     | Al-Hilal Saudí F. C.                    |
| 2022                                    | Real Madrid C. F.                       | 5–3                                     | Al-Hilal Saudí F. C.                    | C. R. Flamengo                          | 4–2                                     | Al-Ahly S. C.                           |
| 2023                                    | Manchester City F. C.                   | 4–0                                     | Fluminense F. C.                        | Al-Ahly S. C.                           | 4–2                                     | Urawa Red Diamonds                      |
| 2025                                    | Chelsea F. C.                           | 3–0                                     | Paris Saint-Germain F. C.               | Fluminense F. C. y Real Madrid C. F.    | Fluminense F. C. y Real Madrid C. F.    | Fluminense F. C. y Real Madrid C. F.    |

Nota: la segunda edición del campeonato, organizada para ser disputada en España, fue cancelada —las ediciones posteriores, hasta 2004, no se llegaron a organizar—.

## Palmarés
Para un completo detalle de los finalistas de la competición véase Palmarés de la Copa Mundial de Clubes.
Doce clubes entre los 75 participantes históricos en la competición han conseguido proclamarse vencedores, mientras que diecisiete más para un total de veintinueve completan la lista de clubes con presencia en alguna final. Entre ellos, los clubes brasileños dominan con diez presencias, por delante de los españoles con nueve, siendo los primeros los que más campeones distintos poseen (tres), y los segundos los más laureados con ocho títulos. Por confederaciones, los clubes de la Unión de Asociaciones de Fútbol Europeas (UEFA) dominan el palmarés con dieciséis títulos, por cuatro de los clubes de la Confederación Sudamericana de Fútbol (CONMEBOL), siendo las únicas asociaciones continentales en tener algún club vencedor, mientras que la Confederación Asiática de Fútbol (AFC) aporta tres clubes subcampeones en el palmarés, la Confederación Africana de Fútbol (CAF) aporta dos clubes subcampeones y la Confederación de Norteamérica, Centroamérica y el Caribe de Fútbol (CONCACAF) aporta un club subcampeón.
| Equipo                    | Títulos | Subcamp. | Años campeón                 | Años subcampeón |
| ------------------------- | ------- | -------- | ---------------------------- | --------------- |
| Real Madrid C. F.         | 5       | -        | 2014, 2016, 2017, 2018, 2022 |                 |
| F. C. Barcelona           | 3       | 1        | 2009, 2011, 2015             | 2006            |
| Chelsea F. C.             | 2       | 1        | 2021, 2025                   | 2012            |
| S. C. Corinthians         | 2       | -        | 2000, 2012                   |                 |
| F. C. Bayern              | 2       | -        | 2013, 2020                   |                 |
| Liverpool F. C.           | 1       | 1        | 2019                         | 2005            |
| São Paulo F. C.           | 1       | -        | 2005                         |                 |
| S. C. Internacional       | 1       | -        | 2006                         |                 |
| A. C. Milan               | 1       | -        | 2007                         |                 |
| Manchester United F. C.   | 1       | -        | 2008                         |                 |
| F. C. Internazionale      | 1       | -        | 2010                         |                 |
| Manchester City F. C.     | 1       | -        | 2023                         |                 |
| C. R. Vasco da Gama       | -       | 1        |                              | 2000            |
| C. A. Boca Juniors        | -       | 1        |                              | 2007            |
| Liga de Quito             | -       | 1        |                              | 2008            |
| Estudiantes de La Plata   | -       | 1        |                              | 2009            |
| T. P. Mazembe             | -       | 1        |                              | 2010            |
| Santos F. C.              | -       | 1        |                              | 2011            |
| Raja Casablanca           | -       | 1        |                              | 2013            |
| C. A. San Lorenzo         | -       | 1        |                              | 2014            |
| C. A. River Plate         | -       | 1        |                              | 2015            |
| Kashima Antlers F. C.     | -       | 1        |                              | 2016            |
| Grêmio F. P. A.           | -       | 1        |                              | 2017            |
| Al-Ain F. C.              | -       | 1        |                              | 2018            |
| C. R. Flamengo            | -       | 1        |                              | 2019            |
| C. F. Tigres de la UANL   | -       | 1        |                              | 2020            |
| S. E. Palmeiras           | -       | 1        |                              | 2021            |
| Al-Hilal S. F. C.         | -       | 1        |                              | 2022            |
| Fluminense F. C.          | -       | 1        |                              | 2023            |
| Paris Saint-Germain F. C. | -       | 1        |                              | 2025            |

Datos actualizados: final de la edición de 2025

### Títulos por país y confederación
Hasta el momento han participado en la competencia 75 equipos de 29 países. Brasil es actualmente el país que más equipos ha tenido en la competición (diez), y el único con más de un representante en una misma edición (dos en 2000), mientras que España es quien más campeonatos tiene con ocho.
A continuación se listan los países en los que sus representantes han conseguido el campeonato o el subcampeonato en alguna edición del presente formato del torneo.
| País            | Títulos | Subcampeón | Años campeonatos                               |
| --------------- | ------- | ---------- | ---------------------------------------------- |
| España          | 8       | 1          | 2009, 2011, 2014, 2015, 2016, 2017, 2018, 2022 |
| Inglaterra      | 5       | 2          | 2008, 2019, 2021, 2023, 2025                   |
| Brasil          | 4       | 6          | 2000, 2005, 2006, 2012                         |
| Italia          | 2       | -          | 2007, 2010                                     |
| Alemania        | 2       | -          | 2013, 2020                                     |
| Argentina       | -       | 4          |                                                |
| Ecuador         | -       | 1          |                                                |
| Rep. Dem. Congo | -       | 1          |                                                |
| Marruecos       | -       | 1          |                                                |
| Japón           | -       | 1          |                                                |
| EAU             | -       | 1          |                                                |
| México          | -       | 1          |                                                |
| Arabia Saudita  | -       | 1          |                                                |
| Francia         | -       | 1          |                                                |

| Confederación                     | Títulos | 2.º | 3.º | 4.º | Años campeonatos                                                                                     |
| --------------------------------- | ------- | --- | --- | --- | --- |
| UEFA (Europa)                     | 17      | 4   | -   | 1   | 2007, 2008, 2009, 2010, 2011, 2013, 2014, 2015, 2016, 2017, 2018, 2019, 2020, 2021, 2022, 2023, 2025 |
| Conmebol (América del Sur)        | 4       | 11  | 5   | 1   | 2000, 2005, 2006, 2012                                                                               |
| AFC (Asia)                        | -       | 3   | 5   | 10  | |
| CAF (África)                      | -       | 2   | 4   | 3   | |
| Concacaf (N.-C. América y Caribe) | -       | 1   | 5   | 5   | |
| OFC (Oceanía)                     | -       | -   | 1   | -   | |

## Estadísticas
Para un completo resumen estadístico de la competición véase Estadísticas de la Copa Mundial de Clubes

### Clasificación histórica
Los 51 puntos logrados por el Real Madrid Club de Fútbol, le sitúan como líder de la clasificación histórica de la competición, entre los 85 equipos que han participado en la misma. Dieciocho puntos por debajo se encuentra el Al-Ahly Sporting Club egipcio, segundo clasificado.
| Pos | Club                      | Temporadas | Puntos | PJ | PG | PE | PP | Títulos | % Éxito 1 | % Éxito 2 |
| --- | ------------------------- | ---------- | ------ | -- | -- | -- | -- | ------- | --------- | --------- |
| 1   | Real Madrid C. F.         | 7          | 51     | 20 | 16 | 3  | 1  | 5       | 23.81     | 71.43     |
| 2   | Al-Ahly S. C.             | 10         | 33     | 28 | 10 | 3  | 15 | -       | 0.00      | 0.00      |
| 3   | Chelsea F. C.             | 3          | 27     | 11 | 9  | 0  | 2  | 2       | 9.52      | 66.67     |
| 4   | C. F. Monterrey           | 6          | 25     | 16 | 7  | 4  | 5  | -       | 0.00      | 0.00      |
| 5   | F. C. Barcelona           | 4          | 21     | 8  | 7  | 0  | 1  | 3       | 14.29     | 75.00     |
| =   | F. C. Bayern Múnich       | 3          | 21     | 9  | 7  | 0  | 2  | 2       | 9.52      | 0.00      |
| 7   | Al-Hilal Saudi F. C.      | 4          | 19     | 14 | 5  | 4  | 5  | -       | 0.00      | 0.00      |
| 8   | Manchester City F. C.     | 2          | 15     | 6  | 5  | 0  | 1  | 1       | 4.76      | 50.00     |
| =   | Paris Saint-Germain F. C. | 1          | 15     | 7  | 5  | 0  | 2  | -       | 0.00      | 0.00      |
| =   | Sanfrecce Hiroshima F. C. | 2          | 15     | 7  | 5  | 0  | 2  | -       | 0.00      | 0.00      |

### Mayores goleadas
(Se muestran los resultados con cuatro o más goles de diferencia).
| Ganador                   | Resultado | Rival                | Edición                     |
| ------------------------- | --------- | -------------------- | --------------------------- |
| F. C. Bayern              | 10-0      | Auckland City F. C.  | Estados Unidos 2025         |
| S. L. Benfica             | 6-0       | Auckland City F. C.  | Estados Unidos 2025         |
| Manchester City F. C.     | 6-0       | Al-Ain F. C.         | Estados Unidos 2025         |
| Al-Hilal Saudi F. C.      | 6-1       | Al-Jazira S. C.      | Emiratos Árabes Unidos 2021 |
| Juventus F. C.            | 5-0       | Al-Ain F. C.         | Estados Unidos 2025         |
| Espérance de Tunis        | 6-2       | Al-Sadd S. C.        | Catar 2019                  |
| C. F. Monterrey           | 5-1       | Al-Ahly S. C.        | Marruecos 2013              |
| F. C. Barcelona           | 4-0       | Club América         | Japón 2006                  |
| F. C. Barcelona           | 4-0       | Al-Sadd S. C.        | Japón 2011                  |
| F. C. Barcelona           | 4-0       | Santos F. C.         | Japón 2011                  |
| Real Madrid C. F.         | 4-0       | C. F. Cruz Azul      | Marruecos 2014              |
| C. A. River Plate         | 4-0       | Kashima Antlers      | Emiratos Árabes Unidos 2018 |
| Al-Ahly S. C.             | 4-0       | Al-Hilal Saudi F. C. | Emiratos Árabes Unidos 2021 |
| Manchester City F. C.     | 4-0       | Fluminense F. C.     | Arabia Saudita 2023         |
| Paris Saint-Germain F. C. | 4-0       | Atlético de Madrid   | Estados Unidos 2025         |
| C. F. Monterrey           | 4-0       | Urawa Red Diamonds   | Estados Unidos 2025         |
| Paris Saint-Germain F. C. | 4-0       | Inter Miami          | Estados Unidos 2025         |
| Paris Saint-Germain F. C. | 4-0       | Real Madrid C. F.    | Estados Unidos 2025         |

### Tabla histórica de goleadores
Para un completo detalle véase Máximos goleadores de la Copa Mundial de Clubes
El portugués Cristiano Ronaldo es el máximo anotador de la competición con siete goles, seguido por el galés Gareth Bale, el francés Karim Benzema, el uruguayo Luis Suárez y el argentino Lionel Messi con seis goles cada uno, y el argentino César Delgado, el uruguayo Federico Valverde y el saudí Salem Al-Dawsari con cinco goles cada uno.
Nota: Contabilizados los partidos y goles en rondas preliminares.
| \| Pos. \| Jugador \| G. \| Part. \| Prom. \| Debut \| (Equipo debut) \| Otros clubes \| \| ---- \| -------------------- \| -- \| ----- \| ----- \| --------- \| ------------------------- \| ------------------------------------ \| \| 1 \| Cristiano Ronaldo \| 7 \| 8 \| 0.88 \| 2008[123] \| Manchester United F. C. \| Real Madrid C. F. \| \| 2 \| Gareth Bale \| 6 \| 6 \| 1 \| 2014[124] \| Real Madrid C. F. \| \| \| = \| Luis Suárez \| 6 \| 6 \| 1 \| 2015[125] \| F. C. Barcelona \| Inter de Miami \| \| = \| Lionel Messi \| 6 \| 9 \| 0.67 \| 2009[126] \| F. C. Barcelona \| Inter de Miami \| \| = \| Karim Benzema \| 6 \| 11 \| 0.55 \| 2014[127] \| Real Madrid C. F. \| Al-Ittihad S. A. C. \| \| 6 \| César Delgado \| 5 \| 6 \| 0.83 \| 2011[128] \| C. F. Monterrey \| \| \| = \| Federico Valverde \| 5 \| 8 \| 0.63 \| 2022 \| Real Madrid C. F. \| \| \| = \| Salem Al-Dawsari \| 5 \| 12 \| 0.42 \| 2019 \| Al-Hilal Saudi F. C. \| \| \| 9 \| Denílson Martins \| 4 \| 3 \| 1.33 \| 2009[129] \| F. C. Pohang Steelers \| \| \| = \| Ángel Di María \| 4 \| 4 \| 1 \| 2025 \| S. L. Benfica \| \| \| = \| Pedro \| 4 \| 5 \| 0.80 \| 2022 \| C. R. Flamengo \| \| \| = \| Marcos Leonardo \| 4 \| 5 \| 0.80 \| 2025 \| Al-Hilal Saudi F. C. \| \| \| = \| Serhou Guirassy \| 4 \| 5 \| 0.60 \| 2025 \| B. V. Borussia \| \| \| = \| Phil Foden \| 4 \| 6 \| 0.67 \| 2023 \| Manchester City F. C. \| \| \| = \| Gonzalo García \| 4 \| 6 \| 0.67 \| 2025 \| Real Madrid C. F. \| \| \| = \| Tsukasa Shiotani \| 4 \| 9 \| 0.44 \| 2012[130] \| Sanfrecce Hiroshima F. C. \| Al-Ain F. C. \| \| = \| Vinícius Júnior \| 4 \| 9 \| 0.44 \| 2018 \| Real Madrid C. F. \| \| \| = \| Sergio Ramos \| 4 \| 10 \| 0.40 \| 2014 \| Real Madrid C. F. \| C. F. Monterrey \| \| = \| Mohamed Aboutrika \| 4 \| 11 \| 0.36 \| 2005[131] \| Al Ahly S. C. \| \| \| = \| Hussein El Shahat \| 4 \| 18 \| 0.22 \| 2018 \| Al-Ain F. C. \| Al Ahly S. C. \| \| 21 \| Wayne Rooney \| 3 \| 2 \| 1.50 \| 2008[132] \| Manchester United F. C. \| \| \| = \| Rafael Borré \| 3 \| 2 \| 1.50 \| 2018 \| C. A. River Plate \| \| \| = \| Hamdou Elhouni \| 3 \| 2 \| 1.50 \| 2019[133] \| Espérance S. T. \| \| \| = \| André-Pierre Gignac \| 3 \| 3 \| 1 \| 2020 \| C. F. Tigres de la UANL \| \| \| = \| Nicolas Anelka \| 3 \| 3 \| 1 \| 2000[134] \| Real Madrid C. F. \| \| \| = \| Washington Stecanela \| 3 \| 3 \| 1 \| 2007[135] \| Urawa Red Diamonds \| \| \| = \| Mauricio Molina \| 3 \| 3 \| 1 \| 2010[136] \| Seongnam Ilhwa Chunma \| \| \| = \| Baghdad Bounedjah \| 3 \| 3 \| 1 \| 2019[137] \| Al-Sadd S. C. \| \| \| = \| Luciano Vietto \| 3 \| 3 \| 1 \| 2022 \| Al-Hilal Saudi F. C. \| \| \| = \| Wessam Abou Ali \| 3 \| 3 \| 1 \| 2025 \| Al Ahly S. C. \| \| \| = \| João Pedro \| 3 \| 3 \| 1 \| 2025 \| Chelsea F. C. \| \| \| = \| Romário da Souza \| 3 \| 4 \| 0.75 \| 2000[138] \| C. R. Vasco da Gama \| \| \| = \| Ronaldinho de Assis \| 3 \| 4 \| 0.75 \| 2006[139] \| F. C. Barcelona \| Atlético Mineiro \| \| = \| Erling Haaland \| 3 \| 4 \| 0.75 \| 2025 \| Manchester City F. C. \| \| \| = \| Kenan Yıldız \| 3 \| 4 \| 0.75 \| 2025 \| Juventus F. C. \| \| \| = \| Germán Berterame \| 3 \| 4 \| 0.75 \| 2025 \| C. F. Monterrey \| \| \| = \| Rogelio Funes Mori \| 3 \| 5 \| 0.60 \| 2019 \| C. F. Monterrey \| \| \| = \| Michael Olise \| 3 \| 5 \| 0.60 \| 2025 \| F. C. Bayern \| \| \| = \| Harry Kane \| 3 \| 5 \| 0.60 \| 2025 \| F. C. Bayern \| \| \| = \| Flávio Amado * \| 3 \| 6 \| 0.50 \| 2006[140] \| Al Ahly S. C. \| \| \| = \| Hisato Satō \| 3 \| 6 \| 0.50 \| 2012[141] \| Sanfrecce Hiroshima F. C. \| \| \| = \| Jesús Corona \| 3 \| 6 \| 0.50 \| 2012 \| C. F. Monterrey \| \| \| = \| Jamal Musiala \| 3 \| 6 \| 0.50 \| 2020 \| F. C. Bayern \| \| \| = \| Pedro Neto \| 3 \| 6 \| 0.50 \| 2025 \| Chelsea F. C. \| \| \| = \| Romarinho \| 3 \| 7 \| 0.43 \| 2012 \| Corinthians \| Al-Jazira S. C., Al-Ittihad S. A. C. \| \| = \| Ahmed Abdel Kader \| 3 \| 7 \| 0.43 \| 2021 \| Al Ahly S. C. \| \| \| = \| Fabián Ruiz \| 3 \| 7 \| 0.43 \| 2025 \| Paris Saint-Germain F. C. \| \| \| = \| Cole Palmer \| 3 \| 7 \| 0.43 \| 2025 \| Chelsea F. C. \| \| \| = \| Percy Tau \| 3 \| 9 \| 0.33 \| 2016 \| Mamelodi Sundowns F. C. \| Al Ahly S. C. \| \| = \| Yasser Ibrahim \| 3 \| 11 \| 0.27 \| 2020 \| Al Ahly S. C. \| \| \| = \| Ali Maâloul \| 3 \| 12 \| 0.25 \| 2020 \| Al Ahly S. C. \| \| Estadísticas actualizadas hasta el último partido jugado el 13 de julio de 2025. |                      |    |       |       |       |                           |                                      |
| Pos. | Jugador              | G. | Part. | Prom. | Debut | (Equipo debut)            | Otros clubes                         |
| 1 | Cristiano Ronaldo    | 7  | 8     | 0.88  | 2008  | Manchester United F. C.   | Real Madrid C. F.                    |
| 2 | Gareth Bale          | 6  | 6     | 1     | 2014  | Real Madrid C. F.         |                                      |
| = | Luis Suárez          | 6  | 6     | 1     | 2015  | F. C. Barcelona           | Inter de Miami                       |
| = | Lionel Messi         | 6  | 9     | 0.67  | 2009  | F. C. Barcelona           | Inter de Miami                       |
| = | Karim Benzema        | 6  | 11    | 0.55  | 2014  | Real Madrid C. F.         | Al-Ittihad S. A. C.                  |
| 6 | César Delgado        | 5  | 6     | 0.83  | 2011  | C. F. Monterrey           |                                      |
| = | Federico Valverde    | 5  | 8     | 0.63  | 2022  | Real Madrid C. F.         |                                      |
| = | Salem Al-Dawsari     | 5  | 12    | 0.42  | 2019  | Al-Hilal Saudi F. C.      |                                      |
| 9 | Denílson Martins     | 4  | 3     | 1.33  | 2009  | F. C. Pohang Steelers     |                                      |
| = | Ángel Di María       | 4  | 4     | 1     | 2025  | S. L. Benfica             |                                      |
| = | Pedro                | 4  | 5     | 0.80  | 2022  | C. R. Flamengo            |                                      |
| = | Marcos Leonardo      | 4  | 5     | 0.80  | 2025  | Al-Hilal Saudi F. C.      |                                      |
| = | Serhou Guirassy      | 4  | 5     | 0.60  | 2025  | B. V. Borussia            |                                      |
| = | Phil Foden           | 4  | 6     | 0.67  | 2023  | Manchester City F. C.     |                                      |
| = | Gonzalo García       | 4  | 6     | 0.67  | 2025  | Real Madrid C. F.         |                                      |
| = | Tsukasa Shiotani     | 4  | 9     | 0.44  | 2012  | Sanfrecce Hiroshima F. C. | Al-Ain F. C.                         |
| = | Vinícius Júnior      | 4  | 9     | 0.44  | 2018  | Real Madrid C. F.         |                                      |
| = | Sergio Ramos         | 4  | 10    | 0.40  | 2014  | Real Madrid C. F.         | C. F. Monterrey                      |
| = | Mohamed Aboutrika    | 4  | 11    | 0.36  | 2005  | Al Ahly S. C.             |                                      |
| = | Hussein El Shahat    | 4  | 18    | 0.22  | 2018  | Al-Ain F. C.              | Al Ahly S. C.                        |
| 21 | Wayne Rooney         | 3  | 2     | 1.50  | 2008  | Manchester United F. C.   |                                      |
| = | Rafael Borré         | 3  | 2     | 1.50  | 2018  | C. A. River Plate         |                                      |
| = | Hamdou Elhouni       | 3  | 2     | 1.50  | 2019  | Espérance S. T.           |                                      |
| = | André-Pierre Gignac  | 3  | 3     | 1     | 2020  | C. F. Tigres de la UANL   |                                      |
| = | Nicolas Anelka       | 3  | 3     | 1     | 2000  | Real Madrid C. F.         |                                      |
| = | Washington Stecanela | 3  | 3     | 1     | 2007  | Urawa Red Diamonds        |                                      |
| = | Mauricio Molina      | 3  | 3     | 1     | 2010  | Seongnam Ilhwa Chunma     |                                      |
| = | Baghdad Bounedjah    | 3  | 3     | 1     | 2019  | Al-Sadd S. C.             |                                      |
| = | Luciano Vietto       | 3  | 3     | 1     | 2022  | Al-Hilal Saudi F. C.      |                                      |
| = | Wessam Abou Ali      | 3  | 3     | 1     | 2025  | Al Ahly S. C.             |                                      |
| = | João Pedro           | 3  | 3     | 1     | 2025  | Chelsea F. C.             |                                      |
| = | Romário da Souza     | 3  | 4     | 0.75  | 2000  | C. R. Vasco da Gama       |                                      |
| = | Ronaldinho de Assis  | 3  | 4     | 0.75  | 2006  | F. C. Barcelona           | Atlético Mineiro                     |
| = | Erling Haaland       | 3  | 4     | 0.75  | 2025  | Manchester City F. C.     |                                      |
| = | Kenan Yıldız         | 3  | 4     | 0.75  | 2025  | Juventus F. C.            |                                      |
| = | Germán Berterame     | 3  | 4     | 0.75  | 2025  | C. F. Monterrey           |                                      |
| = | Rogelio Funes Mori   | 3  | 5     | 0.60  | 2019  | C. F. Monterrey           |                                      |
| = | Michael Olise        | 3  | 5     | 0.60  | 2025  | F. C. Bayern              |                                      |
| = | Harry Kane           | 3  | 5     | 0.60  | 2025  | F. C. Bayern              |                                      |
| = | Flávio Amado *       | 3  | 6     | 0.50  | 2006  | Al Ahly S. C.             |                                      |
| = | Hisato Satō          | 3  | 6     | 0.50  | 2012  | Sanfrecce Hiroshima F. C. |                                      |
| = | Jesús Corona         | 3  | 6     | 0.50  | 2012  | C. F. Monterrey           |                                      |
| = | Jamal Musiala        | 3  | 6     | 0.50  | 2020  | F. C. Bayern              |                                      |
| = | Pedro Neto           | 3  | 6     | 0.50  | 2025  | Chelsea F. C.             |                                      |
| = | Romarinho            | 3  | 7     | 0.43  | 2012  | Corinthians               | Al-Jazira S. C., Al-Ittihad S. A. C. |
| = | Ahmed Abdel Kader    | 3  | 7     | 0.43  | 2021  | Al Ahly S. C.             |                                      |
| = | Fabián Ruiz          | 3  | 7     | 0.43  | 2025  | Paris Saint-Germain F. C. |                                      |
| = | Cole Palmer          | 3  | 7     | 0.43  | 2025  | Chelsea F. C.             |                                      |
| = | Percy Tau            | 3  | 9     | 0.33  | 2016  | Mamelodi Sundowns F. C.   | Al Ahly S. C.                        |
| = | Yasser Ibrahim       | 3  | 11    | 0.27  | 2020  | Al Ahly S. C.             |                                      |
| = | Ali Maâloul          | 3  | 12    | 0.25  | 2020  | Al Ahly S. C.             |                                      |

Nota *: la propia FIFA difiere en sus estadísticas, otorgándole 2 goles o no en la edición de 2006 Archivado el 30 de marzo de 2013 en Wayback Machine., sumado al tanto anotado en la edición de 2008. - FIFA Club World Cup 2006. Archivado el 17 de julio de 2013 en Wayback Machine.

### Jugadores con mayor cantidad de encuentros disputados
Para un completo detalle véase Jugadores con más presencias en la Copa Mundial de Clubes
El egipcio Hussein El Shahat es el jugador con más presencias en la competición con dieciocho partidos disputados.
Nota: Contabilizados los partidos y goles en rondas preliminares.
| \| Pos. \| Jugador \| P. J. \| G. \| Prom. \| Debut \| (Equipo) \| Otros clubes \| \| ---- \| ------------------ \| ----- \| -- \| ----- \| --------- \| -------------------------- \| ------------------- \| \| 1 \| Hussein El Shahat \| 18 \| 4 \| 0.22 \| 2018 \| Al-Ain F. C. \| Al-Ahly S. C. \| \| 2 \| Mohamed Hany \| 16 \| 1 \| 0.06 \| 2020 \| Al Ahly S. C. \| \| \| 3 \| Luka Modrić \| 14 \| 1 \| 0.07 \| 2016 \| Real Madrid C. F. \| \| \| = \| Taher Mohamed \| 14 \| 0 \| 0.00 \| 2020 \| Al Ahly S. C. \| \| \| 5 \| Mohamed El-Shenawy \| 13 \| 0 \| 0.00 \| 2020 \| Al Ahly S. C. \| \| \| 6 \| Emiliano Tade \| 12 \| 0 \| 0.00 \| 2011[143] \| Auckland City F. C. \| \| \| = \| Ramy Rabia \| 12 \| 0 \| 0.00 \| 2012 \| Al Ahly S. C. \| Al-Ain F. C. \| \| = \| Salem Al-Dawsari \| 12 \| 5 \| 0.42 \| 2019 \| Al-Hilal Saudi F. C. \| \| \| = \| Mohamed Kanno \| 12 \| 2 \| 0.17 \| 2019 \| Al-Hilal Saudi F. C. \| \| \| = \| Ali Maâloul \| 12 \| 3 \| 0.25 \| 2020 \| Al Ahly S. C. \| \| \| = \| Aliou Dieng \| 12 \| 0 \| 0.00 \| 2020 \| Al Ahly S. C. \| \| \| = \| Hamdy Fathy \| 12 \| 0 \| 0.00 \| 2020 \| Al Ahly S. C. \| \| \| = \| Afsha \| 12 \| 1 \| 0.08 \| 2020 \| Al Ahly S. C. \| \| \| 14 \| Hossam Ashour \| 11 \| 0 \| 0.00 \| 2005[144] \| Al Ahly S. C. \| \| \| = \| Mohamed Aboutrika \| 11 \| 4 \| 0.36 \| 2005[131] \| Al Ahly S. C. \| \| \| = \| Wael Gomaa \| 11 \| 0 \| 0.00 \| 2005[145] \| Al Ahly S. C. \| \| \| = \| Shūsaku Nishikawa \| 11 \| 0 \| 0.00 \| 2012 \| Sanfrecce Hiroshima \| Urawa Red Diamonds \| \| = \| Toni Kroos \| 11 \| 0 \| 0.00 \| 2013 \| F. C. Bayern \| Real Madrid C. F. \| \| = \| Karim Benzema \| 11 \| 6 \| 0.55 \| 2014[146] \| Real Madrid C. F. \| Al-Ittihad S. A. C. \| \| = \| Amr El Solia \| 11 \| 1 \| 0.09 \| 2020 \| Al Ahly S. C. \| \| \| = \| Yasser Ibrahim \| 11 \| 3 \| 0.27 \| 2020 \| Al Ahly S. C. \| \| \| 22 \| Ivan Vicelich \| 10 \| 0 \| 0.00 \| 2009[147] \| Auckland City F. C. \| \| \| = \| Ryan de Vries \| 10 \| 1 \| 0.10 \| 2013[148] \| Auckland City F. C. \| \| \| = \| Sergio Ramos \| 10 \| 4 \| 0.40 \| 2014 \| Real Madrid C. F. \| C. F. Monterrey \| \| = \| Marcelo Vieira \| 10 \| 0 \| 0.00 \| 2014 \| Real Madrid C. F. \| Fluminense F. C. \| \| = \| Ali Al-Bulaihi \| 10 \| 0 \| 0.00 \| 2020 \| Al-Hilal Saudi F. C. \| \| \| 27 \| Emad Moteab \| 9 \| 2 \| 0.22 \| 2005[149] \| Al Ahly S. C. \| \| \| = \| Neri Cardozo \| 9 \| 2 \| 0.22 \| 2007[150] \| C. A. Boca Juniors \| C. F. Monterrey \| \| = \| Lionel Messi \| 9 \| 6 \| 0.67 \| 2009 \| F. C. Barcelona \| Inter de Miami \| \| = \| Sergio Busquets \| 9 \| 1 \| 0.11 \| 2009 \| F. C. Barcelona \| Inter de Miami \| \| = \| José Basanta \| 9 \| 1 \| 0.11 \| 2011[151] \| C. F. Monterrey \| \| \| = \| Ángel Berlanga \| 9 \| 1 \| 0.11 \| 2012[152] \| Auckland City F. C. \| \| \| = \| Takuya Iwata \| 9 \| 0 \| 0.00 \| 2012[153] \| Auckland City F. C. \| \| \| = \| Tsukasa Shiotani \| 9 \| 4 \| 0.44 \| 2012 \| Sanfrecce Hiroshima \| Al-Ain F. C. \| \| = \| Kim Young-gwon \| 9 \| 0 \| 0.00 \| 2013 \| Guangzhou Evergrande F. C. \| Ulsan HD F. C. \| \| = \| Manuel Neuer \| 9 \| 0 \| 0.00 \| 2013 \| F. C. Bayern \| \| \| = \| Dani Carvajal \| 9 \| 0 \| 0.00 \| 2014 \| Real Madrid C. F. \| \| \| = \| Percy Tau \| 9 \| 3 \| 0.33 \| 2016 \| Mamelodi Sundowns F. C. \| Al Ahly S. C. \| \| = \| Germán Cano \| 9 \| 1 \| 0.11 \| 2017 \| C. F. Pachuca \| Fluminense F. C. \| \| = \| Vinícius Júnior \| 9 \| 4 \| 0.44 \| 2018 \| Real Madrid C. F. \| \| \| = \| Gustavo Cuéllar \| 9 \| 0 \| 0.00 \| 2019 \| Al-Hilal Saudi F. C. \| \| \| = \| Jang Hyun-soo \| 9 \| 0 \| 0.00 \| 2019 \| Al-Hilal Saudi F. C. \| \| \| = \| Abdullah Al-Mayouf \| 9 \| 0 \| 0.00 \| 2019 \| Al-Hilal Saudi F. C. \| Al-Ittihad S. A. C. \| \| = \| Weverton \| 9 \| 0 \| 0.00 \| 2020 \| S. E. Palmeiras \| \| \| = \| Michael \| 9 \| 0 \| 0.00 \| 2021 \| Al-Hilal Saudi F. C. \| C. R. Flamengo \| \| = \| Antonio Rüdiger \| 9 \| 0 \| 0.00 \| 2021 \| Chelsea F. C. \| Real Madrid C. F. \| Actualizado al último partido disputado el 9 de julio de 2025. |                    |       |    |       |       |                            |                     |
| Pos. | Jugador            | P. J. | G. | Prom. | Debut | (Equipo)                   | Otros clubes        |
| 1 | Hussein El Shahat  | 18    | 4  | 0.22  | 2018  | Al-Ain F. C.               | Al-Ahly S. C.       |
| 2 | Mohamed Hany       | 16    | 1  | 0.06  | 2020  | Al Ahly S. C.              |                     |
| 3 | Luka Modrić        | 14    | 1  | 0.07  | 2016  | Real Madrid C. F.          |                     |
| = | Taher Mohamed      | 14    | 0  | 0.00  | 2020  | Al Ahly S. C.              |                     |
| 5 | Mohamed El-Shenawy | 13    | 0  | 0.00  | 2020  | Al Ahly S. C.              |                     |
| 6 | Emiliano Tade      | 12    | 0  | 0.00  | 2011  | Auckland City F. C.        |                     |
| = | Ramy Rabia         | 12    | 0  | 0.00  | 2012  | Al Ahly S. C.              | Al-Ain F. C.        |
| = | Salem Al-Dawsari   | 12    | 5  | 0.42  | 2019  | Al-Hilal Saudi F. C.       |                     |
| = | Mohamed Kanno      | 12    | 2  | 0.17  | 2019  | Al-Hilal Saudi F. C.       |                     |
| = | Ali Maâloul        | 12    | 3  | 0.25  | 2020  | Al Ahly S. C.              |                     |
| = | Aliou Dieng        | 12    | 0  | 0.00  | 2020  | Al Ahly S. C.              |                     |
| = | Hamdy Fathy        | 12    | 0  | 0.00  | 2020  | Al Ahly S. C.              |                     |
| = | Afsha              | 12    | 1  | 0.08  | 2020  | Al Ahly S. C.              |                     |
| 14 | Hossam Ashour      | 11    | 0  | 0.00  | 2005  | Al Ahly S. C.              |                     |
| = | Mohamed Aboutrika  | 11    | 4  | 0.36  | 2005  | Al Ahly S. C.              |                     |
| = | Wael Gomaa         | 11    | 0  | 0.00  | 2005  | Al Ahly S. C.              |                     |
| = | Shūsaku Nishikawa  | 11    | 0  | 0.00  | 2012  | Sanfrecce Hiroshima        | Urawa Red Diamonds  |
| = | Toni Kroos         | 11    | 0  | 0.00  | 2013  | F. C. Bayern               | Real Madrid C. F.   |
| = | Karim Benzema      | 11    | 6  | 0.55  | 2014  | Real Madrid C. F.          | Al-Ittihad S. A. C. |
| = | Amr El Solia       | 11    | 1  | 0.09  | 2020  | Al Ahly S. C.              |                     |
| = | Yasser Ibrahim     | 11    | 3  | 0.27  | 2020  | Al Ahly S. C.              |                     |
| 22 | Ivan Vicelich      | 10    | 0  | 0.00  | 2009  | Auckland City F. C.        |                     |
| = | Ryan de Vries      | 10    | 1  | 0.10  | 2013  | Auckland City F. C.        |                     |
| = | Sergio Ramos       | 10    | 4  | 0.40  | 2014  | Real Madrid C. F.          | C. F. Monterrey     |
| = | Marcelo Vieira     | 10    | 0  | 0.00  | 2014  | Real Madrid C. F.          | Fluminense F. C.    |
| = | Ali Al-Bulaihi     | 10    | 0  | 0.00  | 2020  | Al-Hilal Saudi F. C.       |                     |
| 27 | Emad Moteab        | 9     | 2  | 0.22  | 2005  | Al Ahly S. C.              |                     |
| = | Neri Cardozo       | 9     | 2  | 0.22  | 2007  | C. A. Boca Juniors         | C. F. Monterrey     |
| = | Lionel Messi       | 9     | 6  | 0.67  | 2009  | F. C. Barcelona            | Inter de Miami      |
| = | Sergio Busquets    | 9     | 1  | 0.11  | 2009  | F. C. Barcelona            | Inter de Miami      |
| = | José Basanta       | 9     | 1  | 0.11  | 2011  | C. F. Monterrey            |                     |
| = | Ángel Berlanga     | 9     | 1  | 0.11  | 2012  | Auckland City F. C.        |                     |
| = | Takuya Iwata       | 9     | 0  | 0.00  | 2012  | Auckland City F. C.        |                     |
| = | Tsukasa Shiotani   | 9     | 4  | 0.44  | 2012  | Sanfrecce Hiroshima        | Al-Ain F. C.        |
| = | Kim Young-gwon     | 9     | 0  | 0.00  | 2013  | Guangzhou Evergrande F. C. | Ulsan HD F. C.      |
| = | Manuel Neuer       | 9     | 0  | 0.00  | 2013  | F. C. Bayern               |                     |
| = | Dani Carvajal      | 9     | 0  | 0.00  | 2014  | Real Madrid C. F.          |                     |
| = | Percy Tau          | 9     | 3  | 0.33  | 2016  | Mamelodi Sundowns F. C.    | Al Ahly S. C.       |
| = | Germán Cano        | 9     | 1  | 0.11  | 2017  | C. F. Pachuca              | Fluminense F. C.    |
| = | Vinícius Júnior    | 9     | 4  | 0.44  | 2018  | Real Madrid C. F.          |                     |
| = | Gustavo Cuéllar    | 9     | 0  | 0.00  | 2019  | Al-Hilal Saudi F. C.       |                     |
| = | Jang Hyun-soo      | 9     | 0  | 0.00  | 2019  | Al-Hilal Saudi F. C.       |                     |
| = | Abdullah Al-Mayouf | 9     | 0  | 0.00  | 2019  | Al-Hilal Saudi F. C.       | Al-Ittihad S. A. C. |
| = | Weverton           | 9     | 0  | 0.00  | 2020  | S. E. Palmeiras            |                     |
| = | Michael            | 9     | 0  | 0.00  | 2021  | Al-Hilal Saudi F. C.       | C. R. Flamengo      |
| = | Antonio Rüdiger    | 9     | 0  | 0.00  | 2021  | Chelsea F. C.              | Real Madrid C. F.   |

## Economía y finanzas

### Cantidades fijas
Solo por clasificarse para el Mundial de Clubes, los equipos se aseguran un millón de dólares (el premio para el quinto, sexto y séptimo puesto). El equipo que termina en cuarto puesto se lleva dos millones, el que termina en el tercer puesto tres millones y en el segundo puesto cuatro millones de dólares. El campeón se lleva cinco millones de dólares, haciendo un total de 17 millones de dólares en premios.

## Premios y reconocimientos

### Trofeo y escudo de campeón
El club campeón de la competición, recibe el trofeo y el escudo de campeón mundial por parte de la FIFA.

## Tratamiento
A pesar de su nombre y los títulos de los participantes, la Copa Mundial de Clubes de la FIFA ha recibido diferentes tratamientos mediáticos desde que se estableció en 2000: en Europa, especialmente en el Reino Unido, el torneo es casi ignorado por los medios de comunicación de masas, también por su nivel deportivo, considerado inferior a la Copa Intercontinental, debido sobre todo a las normas sobre los jugadores extranjeros que con el tiempo han debilitado a los equipos sudamericanos y han favorecido a los europeos; también por esta razón, en América del Sur y el resto del mundo los medios lo consideran el punto más alto en la carrera de un jugador, entrenador o equipo de club.

### Competiciones confederativas
- Liga de Campeones de la UEFA
- Copa Conmebol Libertadores
- Liga de Campeones de la CAF
- Liga de Campeones de la AFC
- Liga de Campeones de la Concacaf
- Liga de Campeones de la OFC

### Competiciones interconfederativas
- Copa Intercontinental
- Copa Interamericana
- Copa Afro-Asiática

### Anexos
- Competiciones de clubes de la UEFA
- Clubes europeos ganadores de competiciones internacionales
- Competiciones de clubes de la Conmebol
- Clubes sudamericanos ganadores de competiciones internacionales
- Clubes ganadores de las competiciones internacionales a nivel confederativo e interconfederativo